# Liste der Baudenkmäler in Collenberg
Auf dieser Seite sind die Baudenkmäler in der unterfränkischen Gemeinde Collenberg zusammengestellt. Diese Tabelle ist eine Teilliste der Liste der Baudenkmäler in Bayern. Grundlage ist die Bayerische Denkmalliste, die auf Basis des Bayerischen Denkmalschutzgesetzes vom 1. Oktober 1973 erstmals erstellt wurde und seither durch das Bayerische Landesamt für Denkmalpflege geführt wird. Die folgenden Angaben ersetzen nicht die rechtsverbindliche Auskunft der Denkmalschutzbehörde.
 Diese Liste gibt den Fortschreibungsstand vom 15. April 2020 wieder und enthält 34 Baudenkmäler.
In der Kartenansicht sind Baudenkmäler ohne Koordinaten mit einem roten bzw. orangen Marker dargestellt und können in der Karte gesetzt werden. Baudenkmäler ohne Bild sind mit einem blauen bzw. roten Marker gekennzeichnet, Baudenkmäler mit Bild mit einem grünen bzw. orangen Marker.

## Baudenkmäler nach Gemeindeteilen

### Fechenbach
| Lage                                               | Objekt                                                        | Beschreibung | Akten-Nr.              | Bild                                                          |
| -------------------------------------------------- | ------------------------------------------------------------- | --- | ---------------------- | ------------------------------------------------------------- |
| Bahnlinie Miltenberg – Wertheim (Standort)         | Bildstock                                                     | Tischsockel mit Säule und Kreuzdach-Reliefaufsatz 'Pietà', Sandstein, Relief Kalkstein, bezeichnet 1857, 1901, 1911 | D-6-76-117-16 Wikidata | BW                                                            |
| Grundweg (Standort)                                | Bildstock                                                     | Pfeiler mit Schweifdach-Reliefaufsatz 'Kruzifix', monolithischer Sandstein, bezeichnet 1592 | D-6-76-117-6 Wikidata  | BW                                                            |
| Hauptstraße 2 (Standort)                           | Wohnhaus                                                      | zweigeschossiges verputztes Fachwerkhaus über hohem Kellergeschoss mit Toreinfahrt und Doppelgiebelsatteldach in Ecklage, 1. Viertel 19. Jahrhundert, mit Erweiterung 1. Viertel 20. Jahrhundert | D-6-76-117-2 Wikidata  | BW                                                            |
| Kirchplatz (Standort)                              | Bildstock                                                     | Inschriftpostament und Säule mit Cherubim und Reliefaufsatz 'Hl. Dreifaltigkeit', Sandstein, bezeichnet 1739, erneuert | D-6-76-117-5 Wikidata  | BW                                                            |
| Kirchplatz 4 (Standort)                            | Katholische Pfarrkirche St. Stephanus mit Kirchhofbefestigung | Pfarrkirche, einschiffiger Saalbau mit eingezogenem dreiseitig schließendem Chor und Schiefersatteldach, vorgestellter Turm auf quadratischem Grundriss mit oktogonalem Obergeschoss, verschieferte welsche Haube und Laterne mit ebenfalls welscher Haube und stark eingeschnürter Spitze, Putzfassade mit Werksteingliederungen, im Buchstabenrätsel über dem Turmportal bezeichnet 1732; mit Ausstattung | D-6-76-117-3 Wikidata  | Katholische Pfarrkirche St. Stephanus mit Kirchhofbefestigung |
| Kirchplatz 4 (Standort)                            | Kirchhofmauer                                                 | mit Grabsteinen, 18. Jahrhundert; Sandsteingebäude, (ehemals Ölbergkapelle?), 18. Jahrhundert | D-6-76-117-3 Wikidata  | BW                                                            |
| Kirchplatz 5 (Standort)                            | Pfarrhaus                                                     | freistehender zweigeschossiger Satteldachbau, Putzfassade mit Sandsteinrahmungen, 1711 | D-6-76-117-4 Wikidata  | BW                                                            |
| Nähe Schloßstraße (Standort)                       | Kreuzigungsgruppe                                             | Altarsockel mit Inschriftkartusche und darauf Kruzifix mit Assistenzfiguren, Sandstein, barock, bezeichnet 1716, teilweise erneuert | D-6-76-117-15 Wikidata | BW                                                            |
| Neustadtstraße (Standort)                          | Bildstock                                                     | Bildsäule mit Kreuztonnendach-Reliefaufsatz 'Kruzifix', 'Pietà', 'Kreuzfall' und Kreuzbekrönung, Sandstein, bezeichnet 1718 | D-6-76-117-7 Wikidata  | BW                                                            |
| Neustadtstraße 18 (Standort)                       | Bildsäule                                                     | Postament mit Kelchblattkapitell und Freiplastik 'Schutzengel mit Kind', Sandstein, neugotisch, bezeichnet 1886 | D-6-76-117-8 Wikidata  | BW                                                            |
| Schloßhof 1 (Standort)                             | Schloss                                                       | freistehender zweigeschossiger Walmdachbau über hohem Kellersockel auf rechteckigem Grundriss mit dreigeschossigem Mittelrisalit auf beiden Fassadenseiten sowie darüber durchlaufendem Mansardwalmdach, Putzfassaden mit Werksteingliederungen, Mitte 18. Jahrhundert von Johann Michael Fischer für die Freiherrn von Reigersberg, seit Entkernung 2005/06 nur noch Umfassungswände original | D-6-76-117-9 Wikidata  | Schloss                                                       |
| Schloßhof, Schloßhof 4, Schloßstraße 14 (Standort) | Wirtschaftshof                                                | symmetrische Straßenfront mit mittlerem zweigeschossigem Satteldachbau mit dreigeschossigem Mittelrisalit und aufgestelztem First, zwei flankierende zweigeschossige Flachwalmdachbauten, unverputzte Sandsteinquaderbauten teils mit Rundbogenfenstern, an den nördlichen Flankenbau rückwärtig L-förmiger Flügel angeschlossen, ähnlich gestalteter Sandsteinquaderbau mit rhythmisierter Abfolge von ein- und zweigeschossigen Gebäudeteilen unterschiedlicher Höhe und bewegter Dachlandschaft durch Wechsel zwischen Sattel-, Zwerch- und Walmdächern, dominanter überhöhter Turm mit Flachwalmdach, das Obergeschoss auf kräftigen Konsolen weit vorkragend mit deutlicher Reminiszenz an Kastelltürme italienischer Renaissance, Mitte 18. Jahrhundert | D-6-76-117-9 Wikidata  | BW                                                            |
| Maingasse (Standort)                               | Einfriedung                                                   | des ehem. Schlossparks, 18./19. Jh. | D-6-76-117-9 Wikidata  | BW                                                            |
| Schloßstraße 2 (Standort)                          | Mariensäule                                                   | Mitte 19. Jahrhundert | D-6-76-117-11 Wikidata | BW                                                            |
| Schloßstraße 11 (Standort)                         | Wohnhaus                                                      | zweigeschossiges Mansardwalmdachhaus über Kellersockel, symmetrische Putzfassade, Werksteinkanten und -rahmungen, Ende 18. Jahrhundert | D-6-76-117-12 Wikidata | BW                                                            |
| Schloßstraße 37 (Standort)                         | Mariensäule                                                   | Postament und Säule mit Engelskapitell und Figur 'Madonna mit Kind', Sandstein, 2. Hälfte 19. Jahrhundert, Figur erneuert | D-6-76-117-14 Wikidata | BW                                                            |

### Kirschfurt
| Lage                                        | Objekt       | Beschreibung | Akten-Nr.              | Bild |
| ------------------------------------------- | ------------ | --- | ---------------------- | ---- |
| Am Bildstock 18 (Standort)                  | Bildstock    | Inschriftpostament mit Pfeiler und Freiplastik 'Pietà', Sandstein, bezeichnet 1741, erneuert                                                                                | D-6-76-117-17 Wikidata | BW   |
| Sankt Michael/Theresienhofstraße (Standort) | Bildstock    | Postament mit Pfeiler und Reliefaufsatz 'Hl. Familie', Sandstein, 18. Jahrhundert, Erneuerung 1985                                                                          | D-6-76-117-18 Wikidata | BW   |
| Sankt Michael (Standort)                    | Votivkapelle | Marienkapelle, kleiner verputzter Gewölbebau mit rückwärtig abgewalmtem Dach, aus Dank für die Rückkehr von vier Söhnen aus dem Ersten Weltkrieg errichtet, bezeichnet 1936 | D-6-76-117-19 Wikidata | BW   |
| Theresienhof (Standort)                     | Bildstock    | Inschriftpostament mit Pfeiler und Reliefaufsatz 'Marienkrönung' sowie Kreuzbekrönung, Sandstein, bezeichnet 1759                                                           | D-6-76-117-20 Wikidata | BW   |

### Kollenberg
| Lage                      | Objekt              | Beschreibung | Akten-Nr.              | Bild |
| ------------------------- | ------------------- | --- | ---------------------- | ---- |
| Schloßweinberg (Standort) | Ehemaliger Weinberg | um 1918 Obstbaumplantage, übergreifende Hanggestaltung mit verschiedenen Terrassierungs- und Treppenformen aus Hau- und Bruchsteinen unterhalb der Kollenburgruine, Sandstein, um 1830 | D-6-76-117-36 Wikidata | BW   |

### Reistenhausen
| Lage                                                                      | Objekt                                  | Beschreibung | Akten-Nr.              | Bild |
| ------------------------------------------------------------------------- | --------------------------------------- | --- | ---------------------- | ---- |
| Am Retzenrain (Standort)                                                  | Wegkreuz                                | Tischsockel mit Kruzifix, Sandstein, bezeichnet 1744, erneuert | D-6-76-117-23 Wikidata | BW   |
| An der Bain (Standort)                                                    | Kreuz                                   | Inschriftsockel mit Kruzifix, Sandstein, bezeichnet 1752, erneuert | D-6-76-117-24 Wikidata | BW   |
| An der Ziegelhütte 1 (Standort)                                           | Marienpfeiler                           | Pfeiler mit geböschten Kanten und Freiplastik 'Maria Immaculata', Sandstein, neugotisch, bezeichnet 1868 | D-6-76-117-30 Wikidata | BW   |
| Bahnlinie Miltenberg – Wertheim; Mainstraße 4; Nähe Mainstraße (Standort) | Eisenbahnüberführung                    | Parabelbogenbrücke, Sandstein, 1903 | D-6-76-117-37 Wikidata | BW   |
| Bildstraße ()                                                             | Kreuz                                   | bezeichnet 1828 nicht nachqualifiziert, im Bayerischen Denkmal-Atlas nicht kartiert | D-6-76-117-25 Wikidata |      |
| Bildstraße 2 (Standort)                                                   | Heiligenfigur                           | Madonna mit Kind, Sandstein mit schmiedeeisernem Kreuz, 18. Jahrhundert, Kopie des 20. Jahrhunderts | D-6-76-117-21 Wikidata | BW   |
| Bildstraße 13 (Standort)                                                  | Bildstock                               | Inschriftsockel und Pfeiler mit Kelchgirlande und Freiplastik 'Hl. Vitus', Sandstein und schmiedeeisernes Kreuz, bezeichnet 1745 | D-6-76-117-22 Wikidata | BW   |
| Brunnenhof 2 (Standort)                                                   | Kriegerdenkmal                          | Inschriftsockel mit Freiplastik 'Maria Immaculata', Sandstein, neugotisch, nach 1871 | D-6-76-117-29 Wikidata | BW   |
| Brunnenstraße 3 (Standort)                                                | Ehemalige katholische Kirche St. Joseph | jetzt Feuerwehrhaus, Saalkirche mit leicht eingezogenem dreiseitig schließendem Chor und Satteldach, verschieferter Giebelreiter mit Zwiebelhaube und stark eingeschnürter Spitze, verputztes Mauerwerk mit Werksteinkanten und -rahmungen, bezeichnet 1747 | D-6-76-117-26 Wikidata | BW   |
| Brunnenstraße 8 (Standort)                                                | Katholische Kuratiekirche St. Joseph    | Saalkirche mit Schiefersatteldach und eingezogener flach schließender Chor mit Schieferwalmdach, seitlicher Chorflankenturm auf quadratischem Grundriss mit oktogonalem verschiefertem Obergeschoss und welscher Haube mit Laterne in wiederholender Form, Portalfassade mit geschweiftem Blendgiebel unverputztes Sandsteinmauerwerk mit Werksteingliederungen, neubarock, 1922/23; mit Ausstattung | D-6-76-117-27 Wikidata | BW   |
| Brunnenstraße 32 (Standort)                                               | Wohnhaus                                | giebelständiger Krüppelwalmdachbau über hohem Kellergeschoss mit verputztem Fachwerkobergeschoss, Erd- und Kellergeschoss mit Werksteinkanten und -rahmungen, Kellerbogen mit Schifferzunftzeichen, Mitte 18. Jahrhundert | D-6-76-117-28 Wikidata | BW   |
| Judenrain; Petersberg (Standort)                                          | Jüdischer Friedhof                      | ummauertes Gelände mit Grabmälern 19. Jahrhundert | D-6-76-117-33 Wikidata | BW   |
| Staatsstraße 2315 (Standort)                                              | Bildstock                               | Inschriftsockel und Pfeiler mit geböschten Kanten und Kruzifixbekrönung, Sandstein, bezeichnet 1859, Corpus modern | D-6-76-117-34 Wikidata | BW   |
| Mönchberger Weg (Standort)                                                | Bildstock                               | Pfeiler mit Satteldach-Nischenaufsatz, Sandstein, 1. Hälfte 20. Jahrhundert und eingestellter Madonna mit Kind, Sandstein und Schmiedeeisen, 18. Jahrhundert | D-6-76-117-32 Wikidata | BW   |
| Mönchberger Weg, Steigäcker (Standort)                                    | Bildstock                               | Pfeiler mit geböschten Kanten und Kruzifixaufsatz, Sandstein, bezeichnet 1741, Erneuerung bezeichnet 1869 und 1946 | D-6-76-117-31 Wikidata | BW   |
| Vitus-Brander-Straße 6 (Standort)                                         | Friedhofskapelle                        | Satteldachbau mit offener Vorhalle, Putzfassaden mit Sandsteingliederung, eingelassener Grabstein bezeichnet 1763, Dachreiter mit Pyramidendach, neugotisch, 1869 | D-6-76-117-38 Wikidata | BW   |
| Vitus-Brander-Straße 6 (Standort)                                         | Friedhof                                | Einfriedungsmauer aus Sandstein | D-6-76-117-38 Wikidata | BW   |
| Vitus-Brander-Straße 6 (Standort)                                         | Friedhofskreuz                          | Sandstein, bezeichnet 1885 | D-6-76-117-38 Wikidata | BW   |
| Vitus-Brander-Straße 6 (Standort)                                         | Friedhof                                | Grabmäler zumeist aus rotem Sandstein, seit 1753 bis Mitte 20. Jahrhundert, zum Teil aus dem älteren Friedhof übernommen, einige südöstlich vor dem Friedhof neu aufgestellt | D-6-76-117-38 Wikidata | BW   |
| Vitus-Brander-Straße 6 (Standort)                                         | Kriegerdenkmal                          | für 1914/18, dreiseitige Stele, Sandstein, um 1930 | D-6-76-117-38 Wikidata | BW   |